# Бозгозская волость
Бозго́зская волость — административно-территориальная единица в составе Перекопского уезда Таврической губернии. Образована 8 (20) октября 1802 года как часть Таврической губернии, при реоганизации административного деления уездов, сохранявшегося со времён Крымского ханства.

## География
Располагаясь в степном Крыму в центре уезда, занимая современную территорию северо-восточной части Первомайского района, запад Красногвардейского и юг Джанкойского районов. Деревни тяготели к долине Чатырлыка и его маловодных притоков-балок, а также к большой дороге на Перекоп.

## Население
Население волости, согласно Ведомости о всех селениях, в Перекопском уезде состоящих… 1805 года, составляло 5 005 человек, в абсолютном большинстве — крымские татары, было ещё 98 цыган и 52 ясыра. Размещались жители в 44 деревнях, которые отличались довольно крупными для степных поселений размерами.
Во время реформы волостного деления в 1829 году, согласно «Ведомости о казённых волостях Таврической губернии 1829 года», в том же составе, переименована в Эльвигазанскую волость, просуществовавшую до земской реформы Александра II в начале 1860-х годов.